# Tebaide (Stazio)
La Tebaide (Thebais) è un poema epico latino dello scrittore Papinio Stazio, composto nel I secolo e incentrato sulla guerra mitica di Eteocle e Polinice sotto le mura di Tebe. Il poema è diviso in 12 libri, per un totale di 9.748 esametri (pressoché identica in lunghezza all'Eneide virgiliana, che conta 9.896 esametri).

## Struttura
Libro 1: La Tebaide si apre con una Priamel, in cui il poeta rifiuta diverse altre vicende della mitologia tebana e decide di concentrarsi invece sulla casa di Edipo (Oedipodae confusa domus), al che fa seguito una recusatio e un passo in lode di Domiziano.
La narrazione inizia con la preghiera di Edipo agli dèi ctonii e la maledizione sui suoi figli Polinice ed Eteocle, che lo hanno respinto e maltrattato. La furia Tisifone ascolta la preghiera di Edipo e sale sulla terra per adempiere alla sua maledizione, causando conflitti tra Eteocle e Polinice (che è in esilio per un anno mentre Eteocle detiene il trono di Tebe). Segue un concilio divino (concilium deorum) in cui Giove informa gli dei del suo piano per far scoppiare una guerra tra Tebe e Argo; quando Giunone supplica appassionatamente per Argo, viene messa a tacere dalla decisione irremovibile di Giove. Mercurio viene inviato negli inferi per recuperare l'ombra di Laio per guidare Eteocle in guerra.
Nel frattempo Polinice è guidato da una tempesta verso Argo e la soglia del palazzo di Adrasto, dove incontra Tideo, anch'egli in esilio da Calidone e in cerca di rifugio. Tra i due esuli scoppia un alterco, interrotto da Adrasto, che li invita nella reggia, li festeggia e, in adempimento di una profezia, offre loro in spose le sue due figlie. Prosegue spiegando l'eziologia della festa che stanno celebrando gli Argivi. Dopo aver ucciso Pitone, Apollo si recò ad Argo per farsi purificare da re Crotopo; qui si innamorò della principessa Psamate e la sedusse, ma ciò alla fine portò alla morte di lei e di suo figlio Lino, seguita dalla vendetta di Apollo: il dio inviò dagli inferi un mostro mangiatore di bambini, che in seguito fu ucciso da Corebo, il quale infine offrì un sacrificio ad Apollo per porre fine alla piaga. Il libro termina con la preghiera di Adrasto ad Apollo.
Libro 2: Il secondo libro inizia con Mercurio che guida l'ombra di Laio a Tebe; Laio appare in sogno a Eteocle nei panni dell'indovino Tiresia e lo spinge a rifiutare di permettere a Polinice di diventare re quando il suo anno sia finito. Intanto, ad Argo, Adrasto dà in sposa le sue figlie, Argia a Polinice e Deipile a Tideo, in una cerimonia segnata da cattivi presagi. Il poeta descrive la collana di Armonia, che Argia indossa al matrimonio, come un oggetto che porta sfortuna ai suoi portatori e causa conflitti. Polinice invia Tideo in un'ambasciata a Eteocle per ricordargli che il suo tempo di regno è finito, ma Eteocle rifiuta la richiesta di rinunciare al trono. Tideo, adirato, esce da Tebe, ed Eteocle lancia un agguato per ucciderlo in un passo di montagna: l'eroe calidonio, però, uccide tutti e cinquanta gli assalitori tranne Meone, in modo che possa riportare la notizia ad Eteocle.
Libro 3: Meone ritorna a Tebe, riferisce il massacro ad Eteocle, criticandone il comportamento da tiranno, e poi si suicida. I Tebani escono per esaminare il massacro e seppellire i morti. Giove ordina a Marte di andare sulla terra per scatenare la guerra, ma Venere blocca il suo carro, implorandolo di impedire il conflitto. Marte segue i comandi di Giove e si dirige sulla terra, suscitando guai nelle città e aiutando Tideo a diffondere la notizia della battaglia combattuta. Arrivato ad Argo, infatti, l'eroe esorta la gente della città ad attaccare immediatamente Tebe, ma Adrasto impiega ancora un po' di tempo a pensare al miglior modo di agire; invia quindi i veggenti Anfiarao e Melampo in missione ad Afete, per trarre gli auspici per l'imminente guerra, che fa presagire confusione, violenza e morte. Marte spinge in delirio gli Argivi, che prendono le armi e si radunano alle porte del palazzo, chiedendo la guerra. Argia, solidale con l'irrequietezza di suo marito, fa appello ad Adrasto per accelerare la guerra. Il re viene finalmente convinto e inizia i preparativi.
Libro 4: Tre anni dopo, gli Argivi e i loro alleati sono riuniti e il poeta chiede a Fama e Vetustas di aiutarlo nel catalogo di eroi e alleati. I sette contro Tebe sono: Polinice; il calidone Tideo; gli argivi Adrasto, Anfiarao e Capaneo; Ippomedonte di Lerna e Partenopeo d'Arcadia. Intanto, anche i Tebani si preparano per la guerra; insospettito dai cattivi presagi e dall'avvertimento di Bacco, Eteocle consulta Tiresia, che afferma che evocare gli spiriti è un modo più certo di predire il futuro; quindi Eteocle, Tiresia e sua figlia Manto vanno nel bosco di Diana per eseguire la negromanzia. Manto e Tiresia hanno una visione degli inferi e i suoi numerosi abitanti vengono a bere il sangue offerto. Vedono anche lo spirito di Laio a distanza, che si avvicina solo dopo che Tiresia lo convince che il suo odio è per suo figlio Edipo e non per suo nipote Eteocle; lo spirito del vecchio re dice loro che Tebe sarà vittoriosa, ma la vittoria "apparterrà a Edipo".
Mentre gli Argivi marciano attraverso Nemea, Bacco provoca una siccità; l'esercito incontra Ipsipile che allatta il piccolo Ofelte: ella lascia il bimbo e mostra agli Argivi una sorgente dove finalmente trovano acqua, quindi rivela loro di essere Ipsipile figlia di Toante re di Lemno. Il IV libro termina con le lodi per Nemea.
Libro 5: Su richiesta degli Argivi, Ipsipile racconta la sua storia, che occupa quasi tutto il V libro, e di come da regina di Lemno sia divenuta balia di Ofelte, figlio di Licurgo ed Euridice, sovrani di Nemea.
Tuttavia, mentre è distratta, un serpente sacro a Giove stritola Ofelte. Per vendicare il piccolo, Capaneo uccide la bestia, attirandosi l'odio di Giove. Licurgo ed Euridice piangono il loro figlioletto ucciso e vorrebbero punire Ipsipile, ma gli Argivi proteggono la fanciulla, che viene definitivamente salvata dal sopraggiungere dei suoi due figli perduti, Toante ed Euneo.
Libro 6: Il giorno dopo, gli Argivi si riuniscono nel palazzo di Nemea e presenziano ai riti funebri per Ofelte, mentre Euridice recita un lamento. Gli Argivi suggeriscono l'istituzione dei giochi di Nemea per commemorare Ofelte.
Libro 7: Giove, adirato per gli eventi nemei che hanno ritardato la marcia argiva, invia Mercurio al tempio di Marte in Tracia, affinché questi smuova l'esercito: Marte, allora, invia il panico sui soldati argivi, che riprendono così la loro marcia. Bacco supplica invano Giove di evitare la guerra, quando gli Argivi arrivano a Tebe con terribili presagi. Intanto Antigone, sorella di Eteocle e Polinice, e un vecchio servitore guardano da una torre l'esercito e ne descrivono gli eroi (teichoscopia).
Il giorno dopo l'arrivo degli Argivi, Giocasta si reca nel loro campo per dissuadere Polinice dal combattimento, ma viene bruscamente congedata da Tideo. Gli Argivi uccidono due tigri sacre a Bacco: questo sacrilegio spinge i Tebani a combattere. Il poeta invoca la musa mentre inizia a descrivere il primo scontro, in cui Apollo concede ad Anfiarao una aristeia. Durante la battaglia, però, la terra si apre e ingoia Anfiarao e il suo carro.
Libro 8: Mentre Anfiarao scende nell'Ade, Plutone, offeso da questa violazione del suo regno, invia Tisifone a devastare il campo di battaglia. I Tebani festeggiano dopo la battaglia, mentre nel campo argivo Melampo si propizia Tellus con sacrifici. Il poeta invoca Calliope, quando la battaglia si accende di nuovo. Entrambe le parti ottengono vittorie nei combattimenti; Ati, promesso sposo di Ismene, viene ucciso e portato a Edipo. Tideo avvista Eteocle e si muove contro di lui, ma è intercettato e mortalmente ferito da Melanippo. Reso folle dal dolore, Tideo uccide l'avversario e gli divora il cervello, prima di morire a sua volta.
Libro 9: Si accende la mischia per il corpo di Tideo. Tisifone guida Ippomedonte e l'eroe compie una aristeia, in cui però uccide anche Creneo, nipote del dio-fiume Ismeno, il quale si vendica uccidendolo. Gli eroi combattono per il corpo di Ippomedonte e il tebano Ipseo muore. Intanto, in Arcadia, Atalanta sogna la morte del figlio Partenopeo e prega Diana di salvarlo: la dea, però, non può che concedere a Partenopeo la forza per una aristeia, prima che egli sia ucciso da Driante.
Libro 10: I Tebani celebrano la vittoria momentanea, mentre le mogli degli eroi di Argo eseguono sacrifici a Giunone, che invia Iride nel bosco di Sonno, il quale durante la notte addormenta profondamente l'esercito tebano. Una banda di soldati viene raccolta dagli Argivi, entra nel campo tebano e massacra i guerrieri addormentati. Dimante e Opleo uccidono molti tebani e vengono uccisi insieme.
I Tebani si svegliano e si ritirano nella città; gli Argivi lanciano un attacco frontale sulla fortezza, le cui porte vengono chiuse. In città Tiresia consulta gli dèi e vaticina che, affinché la guerra finisca, sia necessaria la morte di Meneceo, figlio di Creonte: il giovane ubbidisce e si getta volontariamente dalle mura. Capaneo si arrampica su una torre e, in un empito di hybris, arriva a sfidare Giove, che lo uccide con un fulmine.
Libro 11: Gli Argivi sono respinti dai Tebani nel loro accampamento. Le furie Tisifone e Megera spingono Polinice a sfidare Eteocle a singolar tenzone per decidere la guerra. Giocasta e Antigone cercano di dissuaderli, ma i due fratelli escono nella pianura per combattere e si uccidono a vicenda. Alla notizia, Edipo leva il suo lamento, mentre Giocasta si suicida. L'armata argiva, guidata da Adrasto, unico superstite tra i sette, si ritira sconfitta. Creonte prende il potere a Tebe, proibisce la sepoltura di Polinice ed esilia Edipo.
Libro 12: I Tebani seppelliscono Meneceo e gli altri loro caduti. Le donne argive si recano a Tebe per seppellire i loro mariti, figli e fratelli defunti, ma ricevono la notizia che Creonte ha negato loro la sepoltura.
Allora le donne argive si recano ad Atene per chiedere a Teseo di aiutarle, mentre la sola Argia viene segretamente a Tebe e incontra Antigone fuori dalle mura; le due bruciano il corpo insepolto di Polinice sulla pira funebre di Eteocle, ma le due fiamme si separano, tanto è l'odio tra i due fratelli, anche dopo la morte. Creonte fa arrestare le due, mentre ad Atene le donne argive si prostrano supplici all'altare di Clementia. Teseo appresta un esercito: gli Ateniesi hanno la meglio sui Tebani e Creonte cade sul campo. Argia e Antigone sono liberate e le donne argive possono seppellire i loro morti.
Il poema termina con un epilogo in cui il poeta prega che la sua poesia abbia successo, dichiara di non voler rivaleggiare con l'Eneide e si augura che la sua fama gli sopravviva.

## Traduttori in lingua italiana
Il grande successo della Tebaide lungo la tarda antichità e il medioevo (si pensi all'uso che ne fa Dante, oltre ad introdurre Stazio come personaggio negli ultimi canti del Purgatorio) spiega anche le numerose traduzioni del poema lungo l'età moderna, da quella di Erasmo da Valvasone, nel 1570, a quella di Giacinto Nini (1630).
Una delle traduzioni più famose ed ancora oggi usate è quella di Cornelio Bentivoglio, che nel 1729 la pubblicò per i tipi di Giovanni Maria Salvioni con lo pseudonimo "Selvaggio Porpora". Seguirono la traduzione di Giulio Lisati (Chioggia, 1839) e di Umberto Sailer, stampata a Venezia nel 1881.
Nel XX secolo si segnalano la traduzione di Giovanna Faranda Villa (1998) per Rizzoli e di Laura Micozzi (2010) per Mondadori.

## Edizioni italiane
- Publius Papinius Statius, Le Opere, notizie introduttive di Federico Dubner, Giuseppe Antonelli Editore, Venezia, 1840.
- La Tebaide, 2 voll., trad. Cornelio Bentivoglio, introduzione e note di Carlo Calcaterra, Collezione di Classici Italiani con note, UTET, Torino, 1928.
- La Tebaide: Libro I, introd., testo, trad. e note di Franco Caviglia, Collezione Scriptores Latini n.13, Edizioni dell'Ateneo, Roma, 1973.
- Opere, testo latino a fronte, a cura di Antonio Traglia e Giuseppe Aricò, Collana Classici Latini, UTET, Torino, 1980-1987, pp. 1128.
- Tebaide, trad. e note di Giovanna Faranda Villa, introduzione di William J. Dominik, Collana Classici greci e latini, BUR, Milano, 1998 ISBN 978-88-17-17213-4.
- Tebaide. A cura di Laura Micozzi. Testo originale a fronte, introd. di L. Micozzi, Collana Classici Greci e Latini n.164, Oscar Mondadori, Milano, 2010 ISBN 978-88-04-59173-3.